# Acacia diadenia
Acacia diadenia är en ärtväxtart som beskrevs av Richard Neville Parker. Acacia diadenia ingår i släktet akacior, och familjen ärtväxter. Inga underarter finns listade i Catalogue of Life.